# La Vieux-Rue
La Vieux-Rue é uma comuna francesa na região administrativa da Normandia, no departamento de Sena Marítimo. Estende-se por uma área de 5,5 km². Em 2010 a comuna tinha 582 habitantes (densidade: 105,8 hab./km²).